# Pallacanestro Olimpia Milano 2007-2008
Questa voce raccoglie le informazioni riguardanti la Pallacanestro Olimpia Milano nelle competizioni ufficiali della stagione 2007-2008.

## Verdetti stagionali
Competizioni nazionali
- Serie A 2007-2008: 5ª classificata su 18 squadre (19 partite vinte su 34)[1]

play off: Semifinali
- Coppa Italia 2008: Non qualificata[1]

Competizioni europee
- Eurolega 2007-2008: Regular season 7ª classificata su 8 squadre del gruppo B (3 partite vinte su 14)[1]

## Stagione
La stagione 2007-2008 della Pallacanestro Olimpia Milano, sponsorizzata Armani Jeans, è la 75ª nel massimo campionato italiano di pallacanestro, la Serie A.
L'Olimpia è affidata al tecnico Zare Markovski proveniente dalla Virtus Bologna. L'inizio di stagione è molto negativo e il 23 ottobre 2007 il Consiglio di Amministrazione della società milanese delibera: l'esonero del tecnico, sostituito da Attilio Caja, le dimissioni del Direttore Generale Gino Natali e la messa in vendita della quota societaria del presidente Corbelli. Il pessimo inizio di stagione provoca l'eliminazione dall'Eurolega nella regular season come penultima del proprio girone e la mancata qualificazione alle final eight di Coppa Italia. La squadra si riprende e termina la regular season di seria A al quinto posto. Nei play off ai quarti di finale affronta Montegranaro in una serie equilibrata: le squadre arrivano fino al due pari con una vittoria in trasferta ciascuno, la quinta e decisiva partita viene giocata a Porto San Giorgio il 15 maggio e vede prevalere i milanesi per 78 a 61. In semifinale l'Armani affronta la Montepaschi Siena guidata da Pianigiani che vince tutte e tre le partite e pone fine alla stagione agonistica dell'Olimpia. In maggio si perfeziona il cambio di proprietà della società che passa a Giorgio Armani.

## Organigramma societario
Area Dirigenziale
- Presidente: 	Giorgio Corbelli
- Presidente Onorario: 	Cesare Rubini
- Amministratore Delegato: 	Edoardo CEOLA
- Direttore Generale: 	Gino NATALI (fino 23/10/2007)
- Delegato Europa: 	Dino Meneghin
- Team Manager: 	Marco BALDI
- Segretaria Generale: 	Cinzia LAURO
- Rel. esterne e Addetto Stampa: 	Matteo MANTICA
- Resp. Marketing: 	Gianluca TRISOLINI
- Segreteria: 	Barbara ZONCADA
- Segreteria: 	Giorgio SCOPECE
- Amministrazione: 	Silvia BACCARINI
- Resp. sito Internet: 	Matteo MANTICA
- Resp. Settore Giovanile: 	Fabio NAPOLEONE
- Resp. Statistiche: 	Gianni VILLA
- Resp. campo di gioco: 	Giuseppe BOGGIO

Area tecnica
- Zare Markovski (Allenatore) fino al 23 ottobre 2007 (1/6)
- Attilio Caja (Allenatore) dal 23 ottobre 2007 (26/42)
- Assistente: Claudio Coldebella
- Assistente: 	 Mario Fioretti
- Preparatore Atletico: Simone Lassini
- Medico Sociale: 	 Bruno Carù
- Medico Sociale: 	 Franco Carnelli
- Medico Sociale: 	 Stefano Rossi
- Medico Sociale: 	 Stefano Riboldi
- Fisioterapista: 	 Attilio Colombo

## Roster
Aggiornato al 29 dicembre 2021.
| Armani Jeans Milano 2007-2008 | Armani Jeans Milano 2007-2008 |
| Giocatori                     | Staff tecnico                 |
| ----------------------------- | ----------------------------- |

| N. | Naz.                                       | Ruolo | Nome                | Anno | Alt.   | Peso   |  |
| -- | ------------------------------------------ | ----- | ------------------- | ---- | ------ | ------ |  |
| 5  | Stati Uniti (bandiera)                     | AG    | Ansu Sesay          | 1976 | 206 cm | 102 kg |  |
| 6  | Stati Uniti (bandiera)                     | AP    | Reece Gaines        | 1981 | 198 cm | 101 kg |  |
| 6  | Italia (bandiera)                          | P     | Fabio Di Bella      | 1978 | 185 cm | 83 kg  |  |
| 7  | Francia (bandiera)                         | AP    | Hervé Touré         | 1982 | 202 cm | 100 kg |  |
| 7  | Stati Uniti (bandiera)                     | P     | Will Conroy         | 1982 | 188 cm | 88 kg  |  |
| 8  | Italia (bandiera)                          | A     | Danilo Gallinari    | 1988 | 205 cm | 102 kg |  |
| 9  | Italia (bandiera)                          | P     | Massimo Bulleri (C) | 1977 | 188 cm | 83 kg  |  |
| 9  | Italia (bandiera)                          | G     | Giuliano Maresca    | 1981 | 192 cm | 86 kg  |  |
| 10 | Italia (bandiera)                          | AP    | Pietro Aradori      | 1988 | 196 cm | 92 kg  |  |
| 11 | Stati Uniti (bandiera) · Italia (bandiera) | C     | Casey Shaw          | 1975 | 208 cm | 110 kg |  |
| 12 | Stati Uniti (bandiera)                     | P     | Melvin Booker       | 1972 | 185 cm | 87 kg  |  |
| 13 | Stati Uniti (bandiera)                     | C     | Travis Watson (C)   | 1981 | 203 cm | 115 kg |  |
| 14 | Serbia (bandiera) · Grecia (bandiera)      | GA    | Dušan Vukčević      | 1975 | 202 cm | 88 kg  |  |
| 15 | Lituania (bandiera)                        | AG    | Mindaugas Katelynas | 1983 | 204 cm | 108 kg |  |
| 16 | Italia (bandiera)                          | PG    | Stefano Gentile     | 1989 | 190 cm | 82 kg  |  |
| 17 | Italia (bandiera)                          | AP    | Jacopo Mercante     | 1990 | 194 cm |        |  |
| 17 | Italia (bandiera)                          | GA    | Davide Marelli      | 1991 | 195 cm |        |  |
| 17 | Italia (bandiera)                          | GA    | Federico Arioli     | 1990 | 197 cm |        |  |
| 18 | Stati Uniti (bandiera) · Italia (bandiera) | P     | Anthony Giovacchini | 1979 | 188 cm | 83 kg  |  |
| 20 | Stati Uniti (bandiera)                     | PG    | Cheyne Gadson       | 1980 | 192 cm | 86 kg  |  |
| -  | Italia (bandiera)                          | C     | Gianluca Enzo       | 1990 | 208 cm |        |  |
| -  | Italia (bandiera)                          | C     | Livio Iaia          | 1990 | 205 cm |        |  |
| -  | Italia (bandiera)                          | PG    | Sandro Marelli      | 1991 | 195 cm |        |  |
| -  | Italia (bandiera)                          | G     | Federico Rota       | 1991 | 184 cm |        |  |
| -  | Italia (bandiera)                          | GA    | Riccardo Scomparin  | 1992 | 192 cm |        |  |

| Allenatore                                                                                 |
| - / Zare Markovski (dal 23 ottobre) - Attilio Caja (fino al 23 ottobre)                    |
| Assistente/i                                                                               |
| - Claudio Coldebella - Mario Fioretti Legenda - (C) Capitano - (IN) Inattivo - Infortunato |

## Mercato

### Sessione estiva
| Acquisti | Acquisti        | Acquisti       | Acquisti   | Acquisti |
| R.       | Nome            | da             | Modalità   |          |
| -------- | --------------- | -------------- | ---------- | -------- |
| P        | Cheyne Gadson   | Austin Toros   | definitivo |          |
| AP       | Reece Gaines    | Pall. Biella   | definitivo |          |
| AG       | Ansu Sesay      | Basket Napoli  | definitivo |          |
| C        | Casey Shaw      | Pall. Cantù    | definitivo |          |
| A        | Hervé Touré     | Orlandina      | definitivo |          |
| PG       | Stefano Gentile | A. Costa Imola | definitivo |          |
| GA       | Dušan Vukčević  | Virtus Bologna | definitivo |          |
| AP       | Pietro Aradori  | A. Costa Imola | definitivo |          |

| Cessioni | Cessioni         | Cessioni                             | Cessioni       | Cessioni |
| R.       | Nome             | a                                    | Modalità       |          |
| -------- | ---------------- | ------------------------------------ | -------------- | -------- |
| P        | Kiwane Garris    | Sutor Montegranaro                   | fine contratto |          |
| AG       | Sven Schultze    | Amici Pall. Udinese                  | fine contratto |          |
| G        | Dante Calabria   | Fortitudo Bologna                    | fine contratto |          |
| C        | Joseph Blair     | Spartak Primor'e                     | fine contratto |          |
| AC       | Bennett Davison  | Rethymno                             | fine contratto |          |
| AG       | Diego Fajardo    | Murcia                               | fine contratto |          |
| AP       | Mario Gigena     | Nuova A.M.G. Sebastiani Basket Rieti | fine contratto |          |
| G        | Nate Green       | Amici Pall. Udinese                  | fine contratto |          |
| P        | Stefano Mercante | Robur Osimo                          | fine contratto |          |
| AG       | Sergio Plumari   | Juvecaserta                          | fine contratto |          |

### Dopo l'inizio della stagione
| Acquisti | Acquisti            | Acquisti       | Acquisti         | Acquisti   |
| R.       | Nome                | da             | Data             | Modalità   |
| -------- | ------------------- | -------------- | ---------------- | ---------- |
| AG       | Mindaugas Katelynas | Free agent     | 8 novembre 2007  | definitivo |
| P        | Melvin Booker       | Free agent     | 12 novembre 2007 | definitivo |
| P        | Anthony Giovacchini | Basket Napoli  | 20 novembre 2007 | definitivo |
| P        | Will Conroy         | Virtus Bologna | 30 novembre 2007 | definitivo |
| G        | Giuliano Maresca    | Pall. Treviso  | 10 febbraio 2008 | prestito   |
| P        | Fabio Di Bella      | Virtus Bologna | 26 febbraio 2008 | definitivo |

| Cessioni | Cessioni        | Cessioni            | Cessioni         | Cessioni    |
| R.       | Nome            | a                   | Data             | Modalità    |
| -------- | --------------- | ------------------- | ---------------- | ----------- |
| AP       | Hervé Touré     | Pall. Cantù         | 10 novembre 2007 | rescissione |
| AP       | Reece Gaines    | Pall. Treviso       | 14 novembre 2007 | rescissione |
| PG       | Cheyne Gadson   | Austin Toros        | 30 novembre 2007 | rescissione |
| P        | Massimo Bulleri | Virtus Bologna      | 3 dicembre 2007  | prestito    |
| AP       | Pietro Aradori  | Virtus Roma         | 24 febbraio 2008 | prestito    |
| P        | Will Conroy     | Albuquerque T'birds | 3 marzo 2008     | rescissione |

## Risultati

### Serie A

#### Stagione regolare

##### Girone d'andata
| Arbitri: | Paternicò D'Este Seghetti |

|                |            |              |
| Zare Markovski | Allenatori | Piero Bucchi |

| Arbitri: | Facchini Chiari Giansanti |

|            |            |                |
| Lino Lardo | Allenatori | Zare Markovski |

| Arbitri: | Pozzana Mattioli Longhi |

|                |            |                 |
| Zare Markovski | Allenatori | Massimo Bianchi |

| Arbitri: | Tola Sahin Materdomini |

|                    |            |                |
| Stefano Sacripanti | Allenatori | Zare Markovski |

| Arbitri: | D'Este Mastrantoni Ursi |

|                |            |                 |
| Zare Markovski | Allenatori | Romeo Sacchetti |

| Arbitri: | Cerebuch Taurino Sardella |

|                   |            |                |
| Simone Pianigiani | Allenatori | Zare Markovski |

| Arbitri: | D'Este Mastrantoni Ursi |

|              |            |                    |
| Attilio Caja | Allenatori | Alessandro Ramagli |

| Arbitri: | Sabetta Mastrantoni Filippini |

|                    |            |              |
| Alessandro Finelli | Allenatori | Attilio Caja |

| Arbitri: | Paternicò Pozzana Capurro |

|              |            |              |
| Attilio Caja | Allenatori | Veljko Mršić |

| Arbitri: | Cerebuch Duranti Lo Guzzo |

|              |            |               |
| Attilio Caja | Allenatori | Jasmin Repeša |

| Arbitri: | Sahin Chiari Crescenti |

|                 |            |              |
| Cesare Pancotto | Allenatori | Attilio Caja |

| Arbitri: | D'Este Pozzana Sardella |

|            |            |              |
| Luca Bechi | Allenatori | Attilio Caja |

| Arbitri: | Sabetta Begnis Lo Guzzo |

|              |            |                     |
| Attilio Caja | Allenatori | Stefano Pillastrini |

| Arbitri: | Cerebuch Taurino Capurro |

|               |            |              |
| Luca Dalmonte | Allenatori | Attilio Caja |

| Arbitri: | Tola Sardella Ursi |

|              |            |               |
| Attilio Caja | Allenatori | Marco Calvani |

| Arbitri: | Sahin Mattioli Gori |

|              |            |                   |
| Attilio Caja | Allenatori | Matteo Boniciolli |

| Arbitri: | Sabetta Chiari Ramilli |

|               |            |              |
| Andrea Mazzon | Allenatori | Attilio Caja |

##### Girone di ritorno
| Arbitri: | Tola Pozzana Tullio |

|              |            |              |
| Piero Bucchi | Allenatori | Attilio Caja |

| Arbitri: | Sahin Duranti Sardella |

|              |            |            |
| Attilio Caja | Allenatori | Lino Lardo |

| Arbitri: | Paternicò Seghetti Giansanti |

|                 |            |              |
| Massimo Bianchi | Allenatori | Attilio Caja |

| Arbitri: | Taurino Mastrantoni Ursi |

|              |            |                    |
| Attilio Caja | Allenatori | Stefano Sacripanti |

| Arbitri: | Cerebuch Duranti Martolini |

|                 |            |              |
| Romeo Sacchetti | Allenatori | Attilio Caja |

| Arbitri: | Tola D'Este Filippini |

|              |            |                   |
| Attilio Caja | Allenatori | Simone Pianigiani |

| Arbitri: | Facchini Taurino Ursi |

|               |            |              |
| Oktay Mahmuti | Allenatori | Attilio Caja |

| Arbitri: | Paternicò Chiari Crescenti |

|              |            |                    |
| Attilio Caja | Allenatori | Alessandro Finelli |

| Arbitri: | Lamonica Seghetti Martolini |

|                   |            |              |
| Valerio Bianchini | Allenatori | Attilio Caja |

| Arbitri: | Sabetta Sahin Materdomini |

|               |            |              |
| Jasmin Repeša | Allenatori | Attilio Caja |

| Arbitri: | Taurino Tola Filippini |

|              |            |                 |
| Attilio Caja | Allenatori | Cesare Pancotto |

| Arbitri: | Paternicò Ramilli Longhi |

|              |            |            |
| Attilio Caja | Allenatori | Luca Bechi |

| Arbitri: | Mattioli Seghetti Martolini |

|                 |            |              |
| Renato Pasquali | Allenatori | Attilio Caja |

| Arbitri: | Lamonica Mastrantoni Sardella |

|              |            |               |
| Attilio Caja | Allenatori | Luca Dalmonte |

| Arbitri: | Taurino Chiari Crescenti |

|               |            |              |
| Marco Calvani | Allenatori | Attilio Caja |

| Arbitri: | Tola Seghetti Ursi |

|                   |            |              |
| Matteo Boniciolli | Allenatori | Attilio Caja |

| Arbitri: | Lamonica Mattioli Gori |

|              |            |               |
| Attilio Caja | Allenatori | Dragan Šakota |

#### Play-off

##### Quarti di finale
| Arbitri: | Facchini Sahin Seghetti |

|                    |            |              |
| Alessandro Finelli | Allenatori | Attilio Caja |

| Arbitri: | Tola Paternicò Duranti |

|              |            |                    |
| Attilio Caja | Allenatori | Alessandro Finelli |

| Arbitri: | Cerebuch Taurino Mastrantoni |

|                    |            |              |
| Alessandro Finelli | Allenatori | Attilio Caja |

| Arbitri: | Lamonica Chiari Seghetti |

|              |            |                    |
| Attilio Caja | Allenatori | Alessandro Finelli |

| Arbitri: | Facchini Tola Duranti |

|                    |            |              |
| Alessandro Finelli | Allenatori | Attilio Caja |

##### Semifinale
| Arbitri: | Paternicò Taurino Sardella |

|                   |            |              |
| Simone Pianigiani | Allenatori | Attilio Caja |

| Arbitri: | Tola Cerebuch Mastrantoni |

|              |            |                   |
| Attilio Caja | Allenatori | Simone Pianigiani |

| Arbitri: | Sabetta Mattioli D'Este |

|                   |            |              |
| Simone Pianigiani | Allenatori | Attilio Caja |

### Eurolega

#### Regular Season
| Arbitri: | Belosevic Jersan Perez |

|              |            |                       |
| Attilio Caja | Allenatori | Aleksandar Trifunović |

| Arbitri: | Bachar Arteaga Boltauzer |

|             |            |              |
| David Blatt | Allenatori | Attilio Caja |

| Arbitri: | Brazauskas Sutulovic Chambon |

|              |            |                 |
| Attilio Caja | Allenatori | Sergio Scariolo |

| Arbitri: | Koukoulekidis Hierrezuelo Lopes |

|                 |            |              |
| Josip Vranković | Allenatori | Attilio Caja |

| Arbitri: | Jungebrand Ryzhyk Vojinovic |

|                |            |              |
| Gordon Herbert | Allenatori | Attilio Caja |

| Arbitri: | Drabikovsky Mouzakis Bulto |

|              |            |              |
| Attilio Caja | Allenatori | Oded Kattash |

| Arbitri: | Mitjana Boltauzer Lefwerth |

|                |            |              |
| Vincent Collet | Allenatori | Attilio Caja |

| Arbitri: | Voreadis Kolar Ozols |

|                       |            |              |
| Aleksandar Trifunović | Allenatori | Attilio Caja |

| Arbitri: | Sudek Martin Vojinovic |

|              |            |             |
| Attilio Caja | Allenatori | David Blatt |

| Arbitri: | Belosevic Dozai Piloidis |

|                 |            |              |
| Sergio Scariolo | Allenatori | Attilio Caja |

| Arbitri: | Amoros Lovsin Spiridonos |

|              |            |             |
| Attilio Caja | Allenatori | Ivan Sunara |

| Arbitri: | Zachara Boltauzer Perez |

|              |            |                |
| Attilio Caja | Allenatori | Gordon Herbert |

| Arbitri: | Ankarali Arteaga Juras |

|           |            |              |
| Zvi Sherf | Allenatori | Attilio Caja |

| Arbitri: | Bachar Kolar Anastopoulos |

|              |            |                |
| Attilio Caja | Allenatori | Vincent Collet |